# Porto (film, 1935)
Pour les articles homonymes, voir Porto (homonymie).

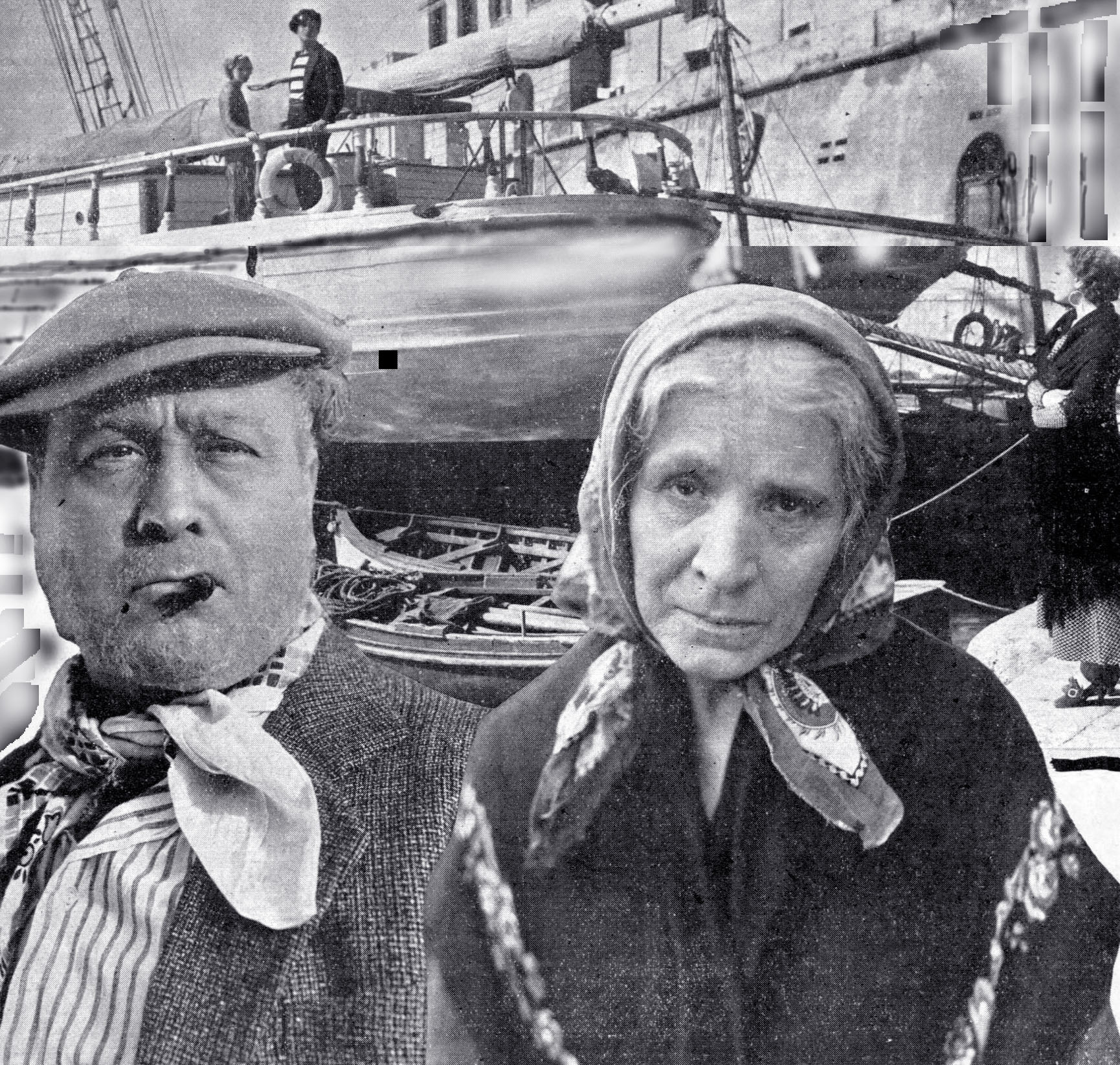
Camillo Pilotto et Irma Gramatica dans le film.

Porto est un film italien réalisé par Amleto Palermi et sorti en 1935.
C'est un mélodrame discrètement antifasciste.

## Synopsis
En raison d'une erreur judiciaire, le marin Scamba est condamné à 12 ans de prison pour un crime qu'il n'a pas commis. Pendant son absence, Zampa, un profiteur, parvient à s'accaparer son navire et sa maison, réduisant la mère du marin à la pauvreté et tentant de séduire sa fille Maria. À son retour, Scamba, aidé par un roturier volontaire, parvient à apporter la preuve de son innocence et à faire condamner le véritable coupable, dont Zampa était en réalité l'instigateur. Sa réhabilitation permettra à sa fille d'épouser l'homme qu'elle aime.

## Fiche technique
- Réalisation : Amleto Palermi
- Scénario : Tomaso Smith
- Production : Capitani Film
- Photographie : Anchise Brizzi
- Genre : Mélodrame
- Durée : 83 minutes
- Date de sortie :
  - Royaume d'Italie : 1935

## Distribution

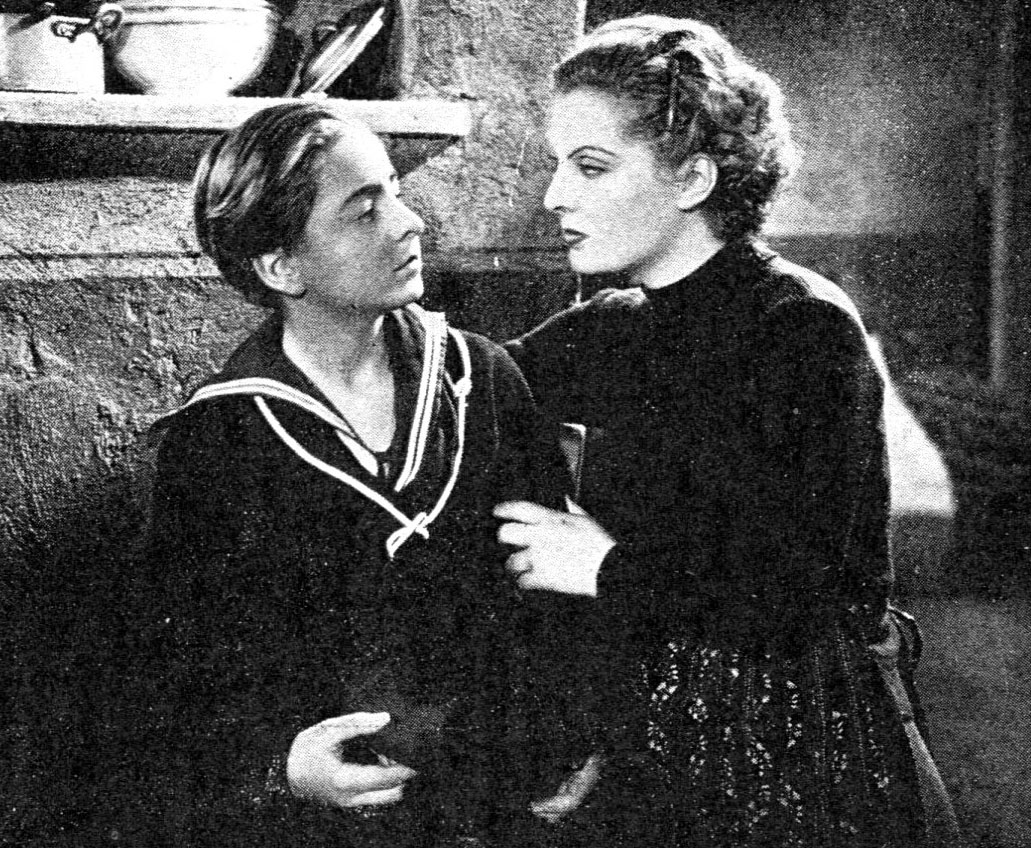
Antonio Capitani et Enrica Fantis dans une scène du film.

- Camillo Pilotto : Pietro Scamba
- Irma Gramatica : madre di Scamba
- Elsa De Giorgi : Maria Scamba
- Enrica Fantis : Anna
- Giovanni Grasso : marinaio
- Nerio Bernardi : Zampa
- Piero Pastore : Salvatore